# Пітон Брайтенштайна
Пітон Брайтенштайна (Python breitensteini) — неотруйна змія з роду пітон родини пітони. Інша назва «калімантанський строкатий пітон».

## Опис
Загальна довжина сягає 3 м, вага 13,6 кг. Від інших пітонів відрізняється дуже коротким й тонким хвостом, а також масивним товстим тулубом. Забарвлення світло-коричневе або бежеве, на спині і на боках присутній малюнок з витягнутих поздовжніх неправильних плям коричневого або темно-бурого кольору з червонуватим відливом і хвилястими краями, які часто зливаються між собою. Голова зверху темно-жовта. На шиї й передній частини тулуба, а також у задній третині тіла по хребту проходить широка жовтувата смуга.

## Спосіб життя
Живе у вологих тропічних лісах, дотримується болотистих ділянок берегів водойм. Харчується гризунами, ссавцями, ящірками та зміями.
Це яйцекладна змія. Самиця відкладає до 15 яєць. Молоді пітони з'являються через 75 днів.

## Розповсюдження
Мешкає на острові Калімантан. Іноді зустрічається у Сінгапурі, островах Сабах та Саравак.